# Ге Григорій Миколайович
Григорій Миколайович Ге (псевдонім Григір Лядава; 28 лютого 1830, Воронеж — 14 листопада 1911, Миколаїв) — український і російський культурний і громадський діяч, історик-краєзнавець, прозаїк, публіцист і драматург; брат художника-передвижника Миколи Ге і письменника Івана Ге.

## Життєпис
Народився 16 [28] лютого 1830 у Воронежі (нині Росія). Гімназійну освіту здобув у Києві. 1854 р. закінчив школу гвардійських підпрапорщиків та кавалерійських офіцерів у Санкт-Петербурзі. Походив із французького дворянського роду — прадід емігрував у Росію під час Великої французької революції. Мати рано померла. Батько, бажаючи дати дітям гарну освіту, переїхав у Київ. А згодом купив маєток у селі Попелюхи Могилівського повіту.
Григорій навчався в Другій київській гімназії, закінчив школу гвардійських прапорщиків та кавалерійських юнкерів у Петербурзі. Зарахований корнетом елітного лейб-гвардії Гродненського гусарського полку. Набутий під час військ. служби фаховий досвід виклав у посібнику «Выездка верховой лошади» (С.-Петербург, 1856). По смерті батька 1855 року вийшов у відставку і після селянської реформи 1861 р. став працювати мировим посередником у селах Поділля. Управляючи після смерті батька маєтком, ще задовго до селянської реформи 1861 року, звільнив від кріпацтва своїх селян.
У 1865 р., продавши маєток, переїхав до Херсона. Тут, працюючи чиновником в Акцизному управлінні, брав активну участь у культурному і громадському житті міста. У 1870-ті роки став ініціатором заснування і протягом 1871—1873 років обіймав посаду директора Першої громадської бібліотеки в Херсоні.
Був одружений з Марією Карєєвою, у шлюбі народилося 5 дітей. За деякими свідченнями, подружжя розлучилося і Марія з дітьми два роки мешкала в Парижі. А вже по її смерті діти повернулися до батька.

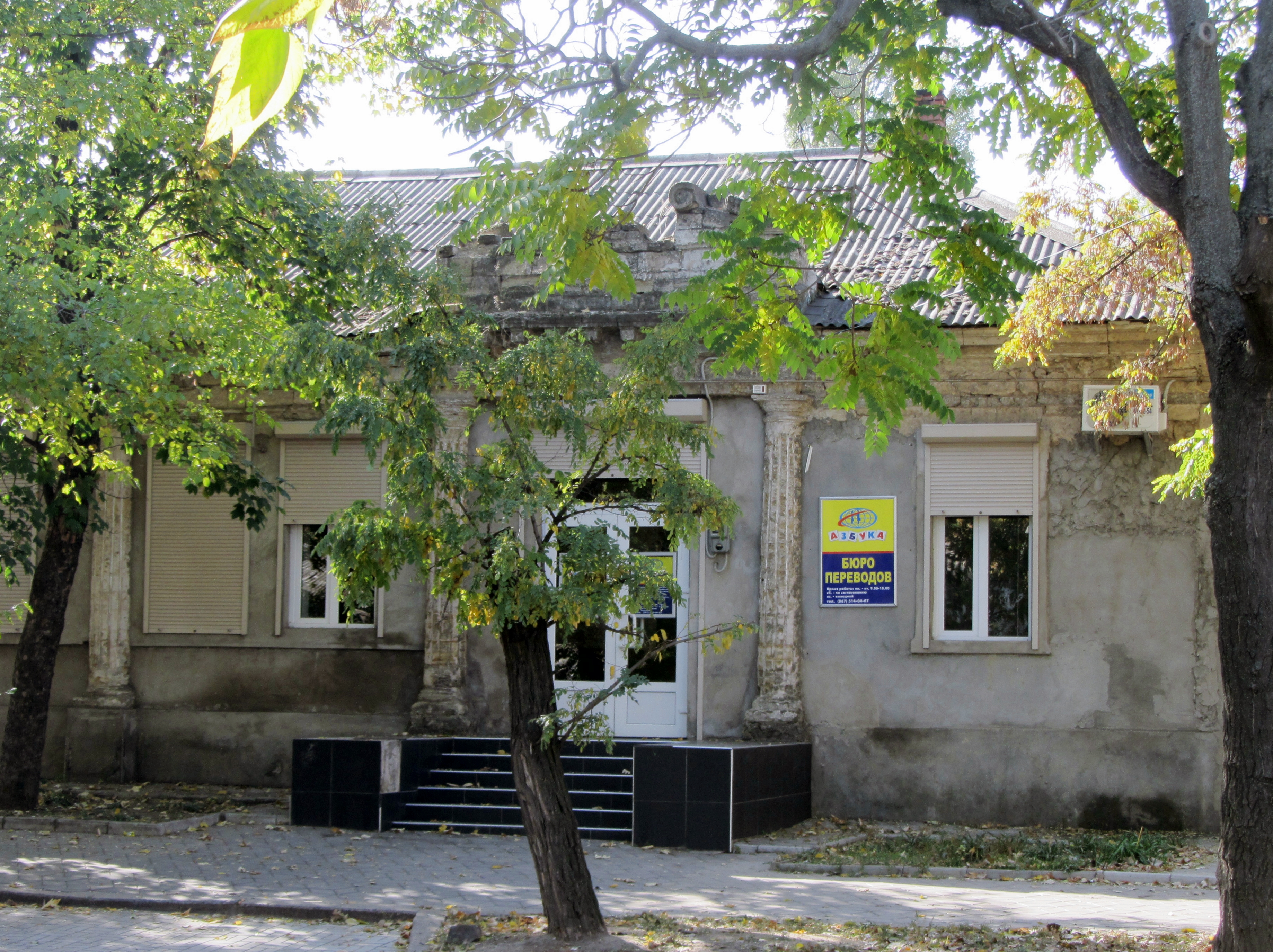
Будинок у Миколаєві, де у 1879—1887 роках жив Ге (Наваринська, № 25).

У вересні 1879 р. переїхав до Миколаєва, де раніше неодноразово бував по службі. І до останніх днів його діяльність пов'язана з цим містом. У 1881 році з його ініціативи організовано Миколаївську громадську бібліотеку.
Досить швидко став помітною постаттю в місті. Двічі обирався гласним міської думи (у 1880 та 1884 р.), відстоював інтереси жителів міста, через що став незручним для можновладців і набув недоброзичливців. Коли його кандидатура не пройшла на посаду секретаря міської думи, звернувся з відкритим листом до жителів міста і на знак протесту (що гласні більше переймаються власними інтересами, аніж проблемами Миколаєва) продав свій будинок і виїхав у Петербург. Там познайомився з набагато молодшою Ганною Іовною Алфьоровою, яка стала його другою дружиною і з якою прожили разом понад 20 років.
Ситуація набула розголосу і на фоні наближення чергових виборів міська верхівка пішла на компроміс. Через рік, 7 вересня 1888 р., його обрали секретарем міської думи. Він повернувся до Миколаєва і обійняв посаду секретаря на 17 років (до 1906 р.).
На сторінках місцевих газет виступав з оглядом художніх виставок, фейлетонами, театральними рецензіями, публічними статтями. В 1890 р. заснував і очолив артистичний гурток. Для гуртківців і широкого загалу читав лекції «Про драматичне мистецтво», згодом видав їх окремою книгою, в якій на основі закордонних і вітчизняних джерел розробив основи теорії сценічного реалізму.
Мешкав у будинку на вулиці Наваринській, № 25.
Помер 1 [14] листопада 1911 року у Миколаєві. Похований на старому міському некрополі. 1911 року на могилі встановлений надгробок (реконструйований у 1987 році) — пілон із лабрадориту на гранітному стилобаті.

## Творчість
Досліджував історію міста Миколаєва. Писав українською і російською мовами. Залишив помітний слід у розвитку драматургії, публіцистики. Для театральної трупи написав п'єси: «Ганнуся», «Кухня відьми», «Каникулы», «Свобода мистецтва», «Шквал». Автор роману «Софія Мілич», трактату «Про драматичне мистецтво» та інше. Його п'єса «Шквал» (1892) йшла на сценах Харкова, Миколаєва, Херсона. У 1890 році до 100-річчя від дня заснування Миколаєва вийшла його книга «Історичні нариси столітнього існування міста Миколаєва біля гирла Інгулу».
Працював і як художник, написав багато акварелей. Його картина «Могила Миколи Миколайовича Ге і Ганни Петрівни Ге на хуторі Іванівському» зберігається в Меморіальному музеї Миколи Ге в селі Івангороді, що на Чернігівщині.

## Вшанування пам'яті
В Миколаєві існує провулок Григорія Ге.